# Wald im Pinzgau
Wald im Pinzgau je obec v okrese Zell am See ve spolkové zemi Salcbursko v Rakousku. V roce 2014 zde žilo trvale 1 154 obyvatel. Nachází se v národním parku Vysoké Taury (německy Nationalpark Hohe Tauern).

## Galerie

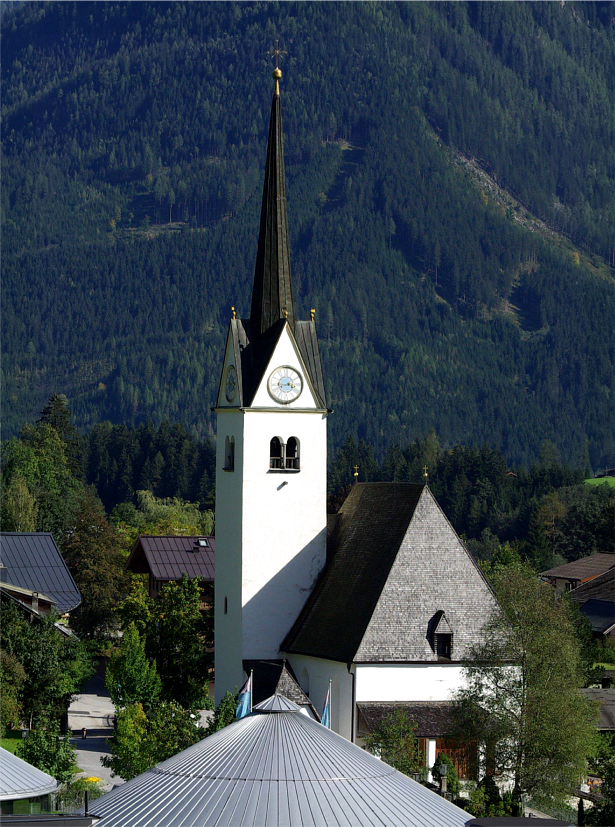
Farní kostel v obci
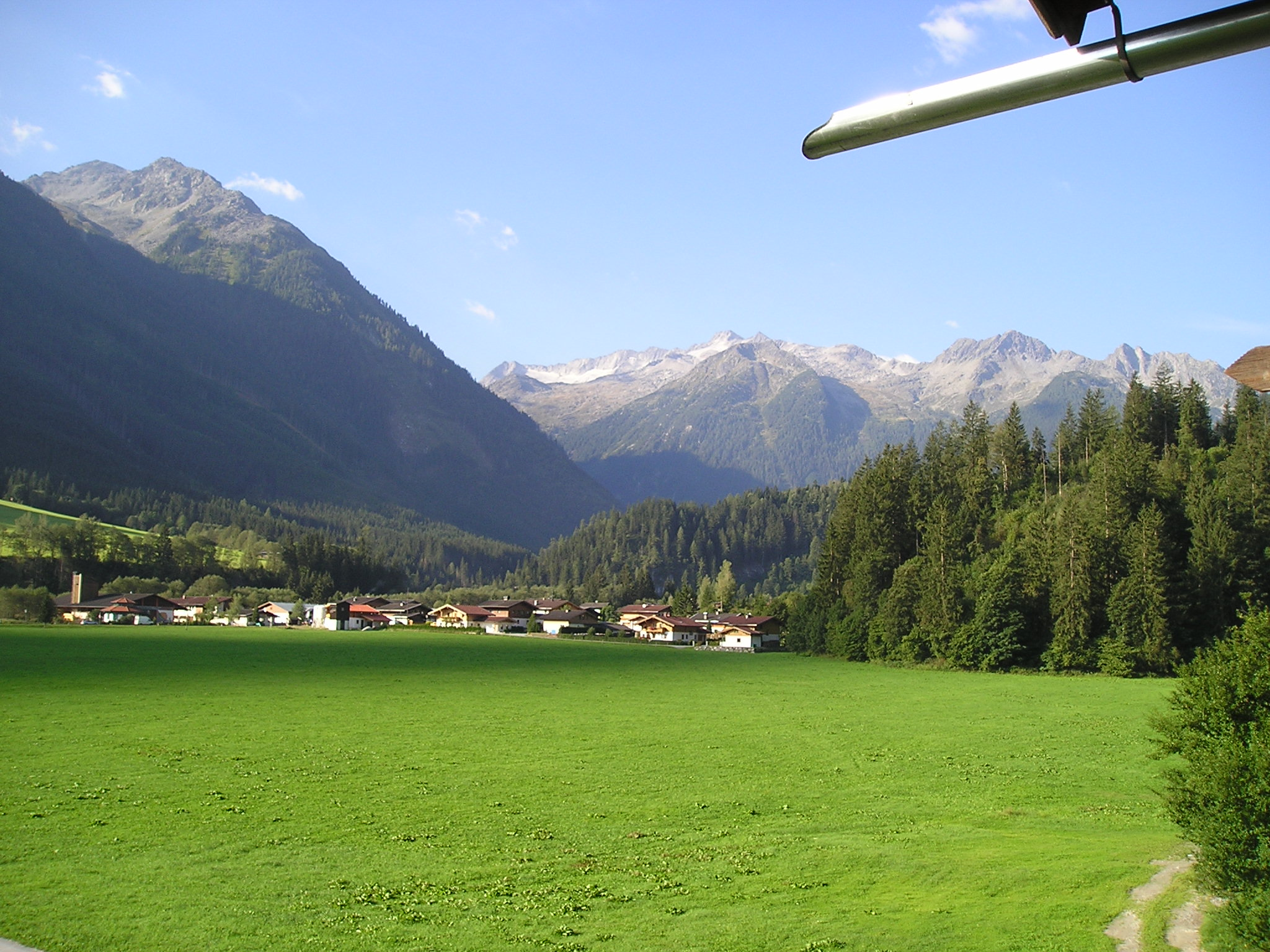
Pohled na Wald im Pinzgau